# Joshua Bolten
Pour les articles homonymes, voir Bolten.
Joshua Brewster Bolten, né le 16 août 1954 à Washington D.C., a été le chef de cabinet de la Maison-Blanche auprès du président George W. Bush  du 14 avril 2006 au 20 janvier 2009.

## Biographie
Fils de Seymour Bolten, employé de la CIA, et de Analouise Bolten, enseignante en histoire du monde à l'université George-Washington, Joshua B. Bolten est diplômé de l'école St.Albans, de la Woodrow Wilson School de l'université de Princeton, et de l'école de droit de l'université Stanford (1980). 
Il a été pendant trois ans avocat général à l'Office du Commerce des États-Unis et, pendant un an,  adjoint au président George H. W. Bush pour les affaires législatives. 
De 1994 à 1999, il est directeur exécutif des affaires juridiques chez Goldman Sachs à Londres. 
Bolten a été directeur politique auprès du candidat républicain George W. Bush, lors de la campagne présidentielle de 2000, il est directeur adjoint de cabinet de la Maison-Blanche de 2001 à 2003 puis  directeur de l'Office sur la gestion et du budget (OMB). 
En 2006, il succède à Andrew Card comme chef de cabinet de la Maison-Blanche et devient la deuxième personnalité de confession juive à ce poste.